# Лицарство

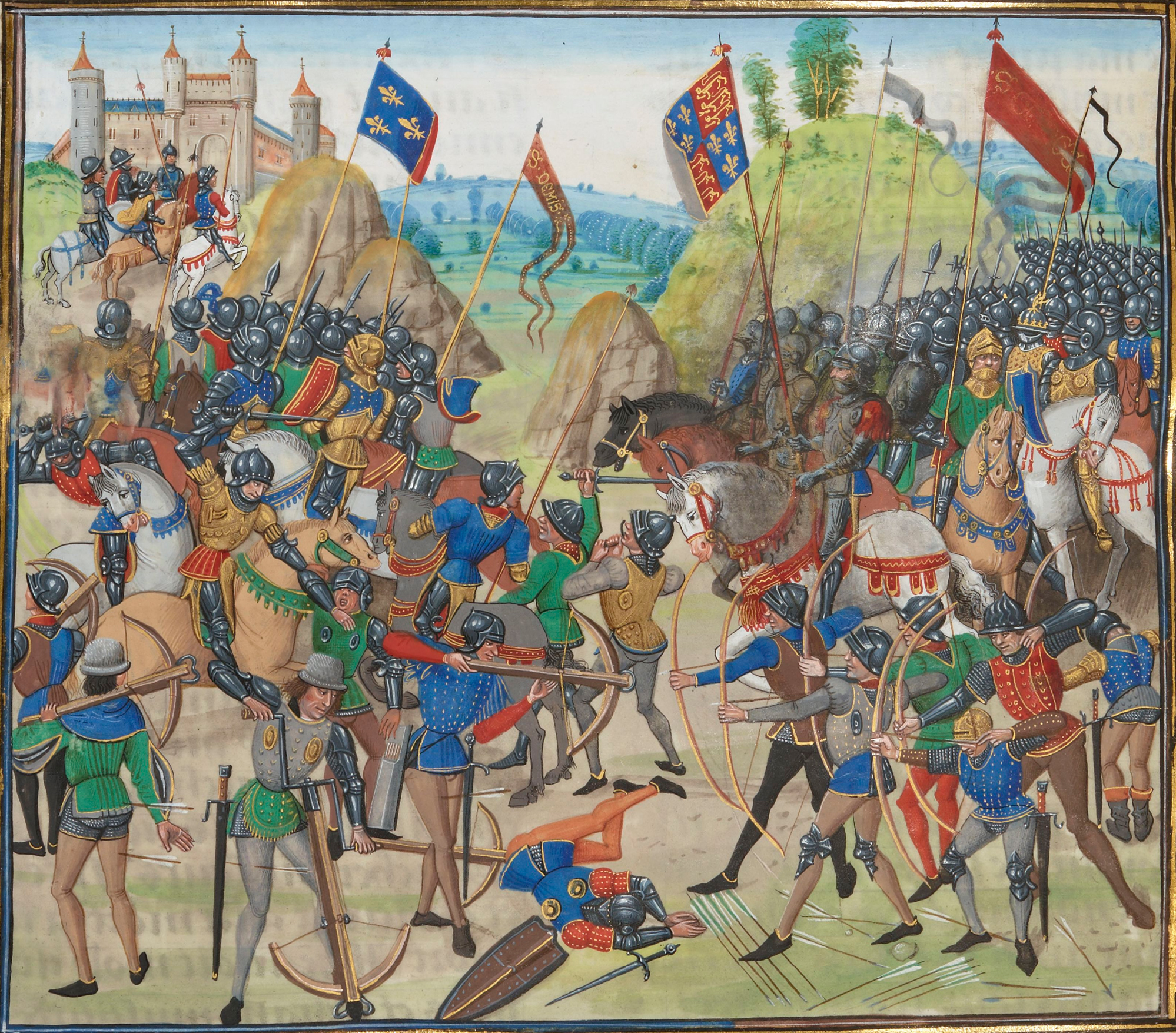
Битва при Кресі

Лицарство (рицарство, від нім. "ritter")  — це кодекс поведінки і честі , яких офіційно дотримувалися в Середньовіччі лицарі. Лицарство походить із середньовічної Франції й Іспанії, поширившись пізніше на всю Європу і досягши найбільшого розквіту у XI і XIII століттях. Підсилилось в часи хрестоносців; найпершими з лицарських орденів були лицарі-госпітальєри і тамплієри, пілігрими у Святу землю. Принциповими цінностями лицарства були: побожність, честь, доблесть, шляхетність, цнотливість і вірність.
Лицарство є одним зі структурних елементів феодальної системи.

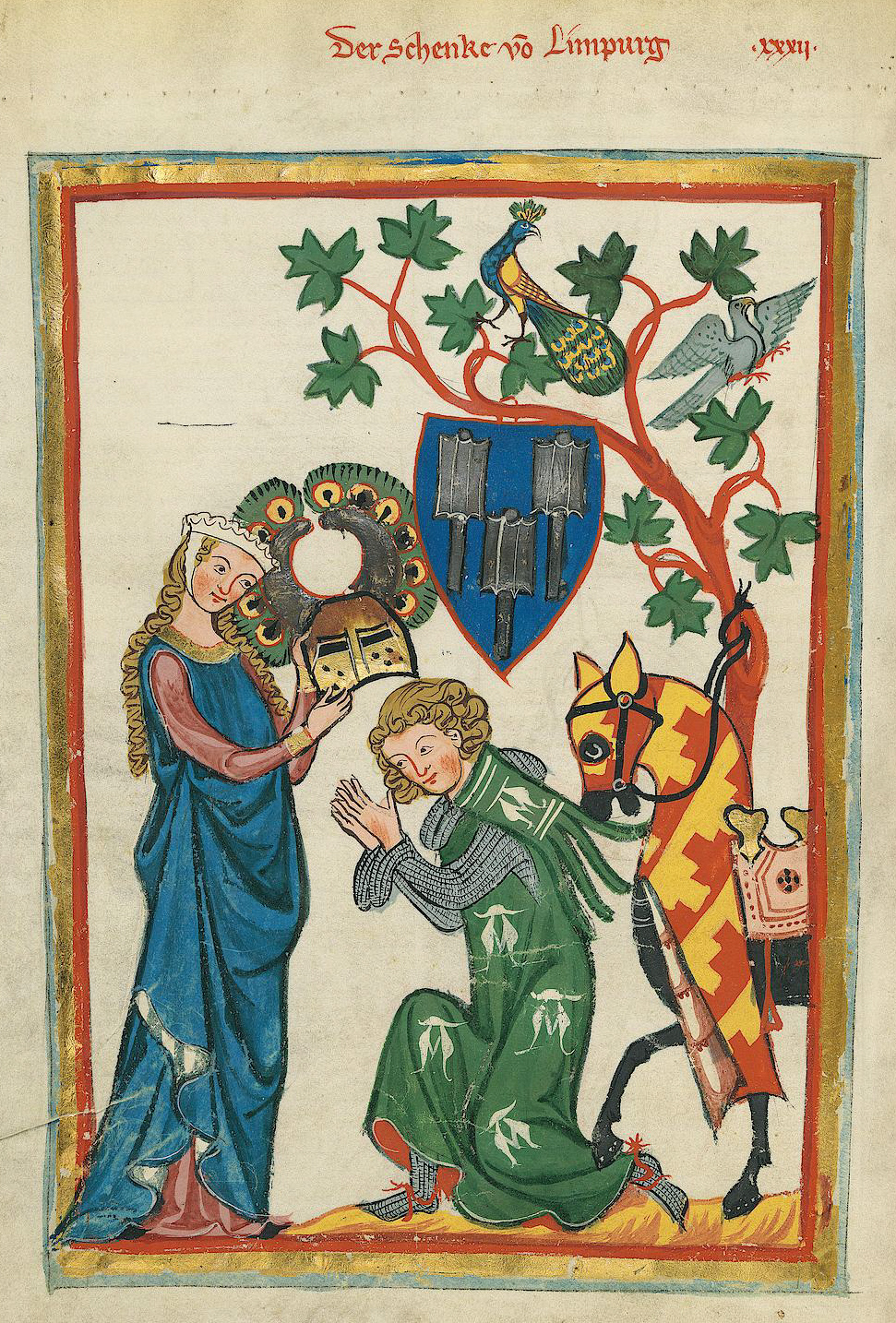
Панна допомагає лицарю вдягти обладунки.

## Історія лицарства
Лицарство, як моральний кодекс тісно пов'язане із феноменом лицарства (соціального стану) і лицарями.
Лицарство, як військовий та землевласницький стан виникло вперше у франків  у зв'язку з переходом у VII столітті від народного війська до кінноти з васалів. Під впливом церкви і поезії воно виробило моральний та естетичний ідеал воїна, а в епоху Хрестових походів під впливом духовно-лицарських орденів, що виникли, замкнулось у спадкову аристократію.
Предтечею лицарів якоюсь мірою був стан еквітів (вершників) у Стародавньому Римі. У франкському війську, у якому ще в VII столітті домінувало піше військо, кінноту становили дружинники короля (антрустіони).
Лицарство проявило себе у Священній Римській імперії в першу чергу в конфліктах централізованої влади з федератами Африки, Італії, Галії, Іспанії, під час нападу арабів, що проникли і в Галлію, де стикнулись з франкським кінним строєм. У Галії вільним селянам було не до снаги нести кінну службу, тому Каролінгам (династії франків) для створення кінноти довелось спиратись на багатіїв-аристократів. Потреба у вершниках викликала при Карлі Мартеллі та його синах роздачу церковних земель на умовах прекарію (в оренду зі сплатою оброку та інколи панщиною). Мартелл роздавав церковні землі своїм дружинникам і вимагав від них кінної служби. Пізніше, на тих же умовах почали роздаватись й коронні землі, як бенефіції. З VIII століття для таких людей з'являється найменування «васал». Вільна, але бідна людина, нездатна через це до виконання кінної служби, могла, як васал, отримати бенефіції, або як поселенець — ділянку оброчної землі. Надання оброчної землі мало господарські наміри, а роздача бенефіцій — військові.

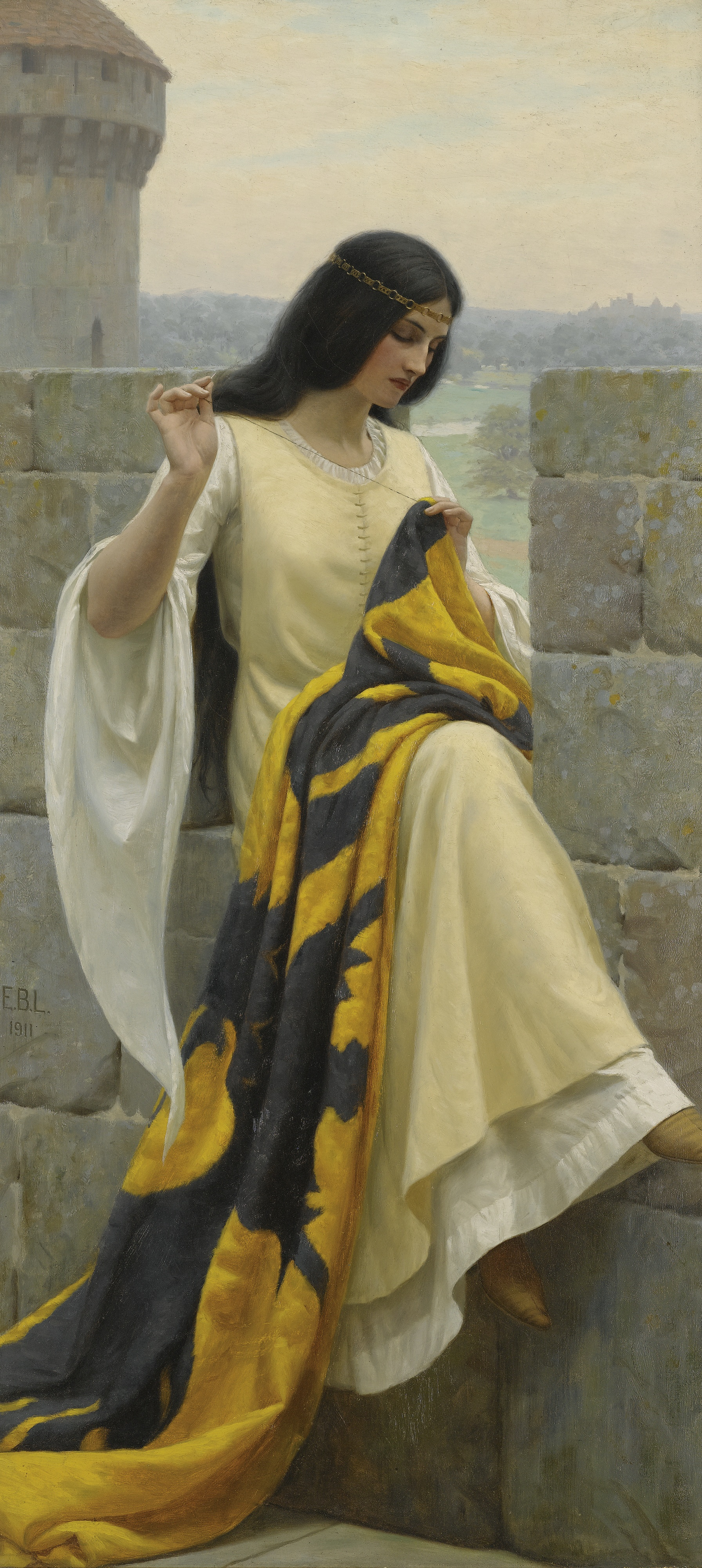
«Шиття знамена»-картина написана Едмундом Блером Лейтоном. Панна відряджає лицаря на війну.

Вільна людина ставала васалом шляхом комендації і приносила присягу на вірність сеньйору. З кінця VIII століття присяга вимагається і від невільних людей, що отримували бенефіції чи посади, ставали васалами. Карл Великий ще застосовував у війнах піхоту, а вже Людовік I та Карл II збирали в похід лише кінноту. У 865 р. від власника 12 гуф землі вимагалась кольчуга чи панцир для приналежності до важкої кінноти. Легка кіннота мала прибувати зі списом, щитом, мечем і луком. Всюди нижче вільних панцирних лицарів були легкоозброєні вершники, невільні за походженням. Із оброчного населення можна було піднятись в міністеріали, отримавши посаду при дворі сеньйора, нести службу в легкій кінноті, а згодом, заслуживши відповідний бенефіцій, перейти до важкої кінноти й стати лицарем.
Таким чином утворився привілейований клас дворових слуг при багатих феодалах.
У різних країнах необхідні умови становлення лицарем, а також темпи, способи поширення цього явища були різними в різний час.
У Німеччині міністеріали з століття складають особливий прошарок дінстманів, що були вищі за міських жителів, але нижчі лицарів. Невільність їх полягала в тому, що було неможливо покинути службу за власним бажанням. Привілеї цього прошарку змушували вільних і навіть знатних добровільно іти на службу до сеньйорів на правах міністеріалів. Скоро це стало масовим явищем. У деяких країнах дінстманам вдалось навіть зрівнятись із місцевою знаттю у правах, скоро всюди було затверджено їх право впливати на рішення графського суду та бути шеффенами.
А в XIV столітті їх невільне походження взагалі було забуто. Це мало стати проблемою, тому перехід нових прошарків невійськового населення до лицарства був стриманий у XII столітті. Зокрема з Гогенштауфенів німецьке лицарство замикається у спадковий стан. Постанова Фрідріха забороняла селянам носити спис і меч, навіть купці не мали права оперізуватись мечем. Ця конституція вводить поняття про лицарське (тобто шляхетське) походження. За деякими законами у справжнього лицаря батько й дід мали бути лицарями.
У Франції знатними людьми вважалися власники знатних земель, тобто феоди, другою ознакою знатності стало допущення до посвячення в лицарі. Хоча прості люди і ставали інколи лицарями, але переважним правилом було те, що в лицарі присвячувався власник лену. Наділені ленами міністеріали, тобто люди невільні, прирівнювалися до вавассорам, тобто до нижчої знаті. Поки володіння феодом було головною ознакою знатності, містяни і навіть селяни могли набувати її простою покупкою ленів. Наприкінці XIII століття покупка феодів незнатними людьми була ускладнена важким побором, але в цей час в знати можна було потрапляти і через пожалування суверена, право пожалування в знать стало привілеєм короля.
У Англії право посвячувати в лицарі рано стало прерогативою корони. Генріх III і Едуард I вимагали обов'язкового посвячення в лицарі від будь-якого ленника, що володів щорічним доходом із землі не нижче 20 фунтів. Факт володіння цензом узяв верх над походженням особи.
Після перетворення лицарів у вищий прошарок знаті, невільні вершники зупинялись у титулі зброєносця, як найвищому для них. Сини ж лицарів перебували в ньому до повноліття, коли їх приймали в лицарі.
Із часом, з поглибленням феодальної роздробленості, лицарство «здичавіло» і з'явилось багато лицарів-грабіжників, що з своїх замків, перетворених на розбійницькі гнізда атакували сусідів, купців. Рудольфу Габсбургському належить честь знищення в Німеччині великого числа розбійницьких кубел таких лицарів-грабіжників.
Із часом, з виникненням вогнепальної зброї та збільшенням ролі піхоти лицарі як військова сила перестали існувати, залишившись лише аристократичним класом.

## Обряд посвячення

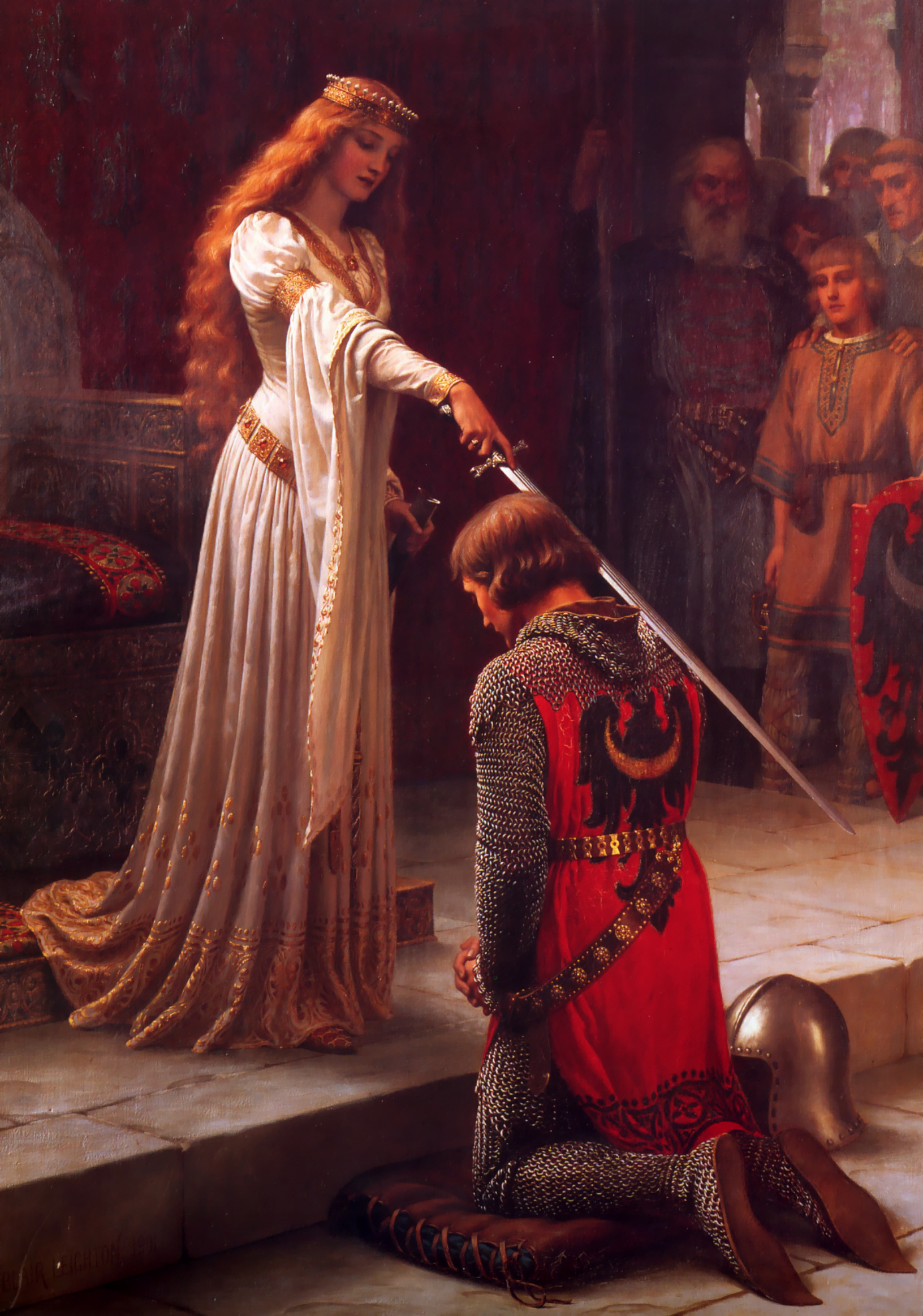
«Посвячення в лицарі»(1853—1922),
Едмунд Блер Лейтон на картині зображено Гвіневру та Ланселота

Вже за часів Тацита вручення зброї молодому германцеві у присутності народного зібрання означало визнання його повнолітнім. Зброю вручав хто-небудь з вождів племені, або батько, або родич хлопця. Карл Великий в 791 р. урочисто опоясав мечем свого 13-річного сина Людовика, а Людовик, в 838 р. — свого 15-річного сина Карла. Цей німецький звичай ліг в основу середньовічного посвячення в лицарі як у члени військового стану, але був прикритий римським терміном. Посвячення в лицарі в середньовічних латинських текстах позначалося словами «надіти воїнський пояс».
Лицарем довгий час міг стати кожен. Спочатку лицарство давалося, за німецькою традицією, в 12, 15, 19 років, але в XIII столітті помітне прагнення відсунути його до повноліття, тобто до 21-го року.
Кожен лицар міг посвячувати в лицарі, але найчастіше це робили родичі посвячуваного, сеньйори, королі і імператори прагнули затвердити це право винятково за собою.
У XI—XII ст. до німецького звичаю вручення зброї додалися спочатку тільки обряд підв'язування золотих шпор, одягання кольчуги і шолома, прийняття ванни перед одягненням. Colée, тобто удар долонею по шиї, увійшов у вжиток пізніше. Він був для лицаря випробовуванням смирення і розповсюджувався з півночі. Деякі дослідники вважають його походження римським актом звільнення (для невільного вершника прийняття в лицарі було фактично звільненням). Це єдиний удар за все життя лицаря, який він міг отримати, не повертаючи. Ближче до кінця обряду лицар вскакував, не торкаючись стремен, на коня, скакав галопом і ударом списа вражав манекени, встановлені на стовпах. Іноді самі лицарі зверталися за освяченням зброї до церкви, таким чином стали проникати в обряд християнські засади.
Адже спочатку церемонія посвячення носила мирський характер. Але був відчутним вплив церкви на військовий прошарок, що йшов спочатку через присягу на вірність, потім через присягу Земному або Божому світу, нарешті — через обряд освячення зброї перед врученням його воїнові при досягненні зрілості. «Вірність» включає виконання християнського боргу служити Богові, захищати церкву, вдів, сиріт, обов'язок дотримуватися справедливості тощо
Так церква включила посвячення в релігійні рамки, перетворила на релігійну церемонію. Посвячення найчастіше здійснювалося на свята: Різдво, Великодень, Вознесіння. Виник звичай «нічної варти»: напередодні посвячення, увечері, хлопець мусив був іти до церкви і провести в храмі біля вівтаря всю ніч. Він повинен був не спати і молитися. Удосвіта нічна варта закінчувалась, і церква наповнювалася людьми. Хлопець мав вистояти месу, сповідатися, причаститися, потім покласти свою зброю на вівтар і опуститися на коліна перед священиком, який благословляв його меч і потім, з молитвою, вручав його. Благословляючи зброю, церква вселяла думку, що лицар повинен бути християнським воїном і захисником церкви. Потім відбувалася світська частина: оперізування мечем, «запотиличник», «опудало», іноді священик не тільки освячував меч, але і опоясував лицаря.

## Лицарські чесноти

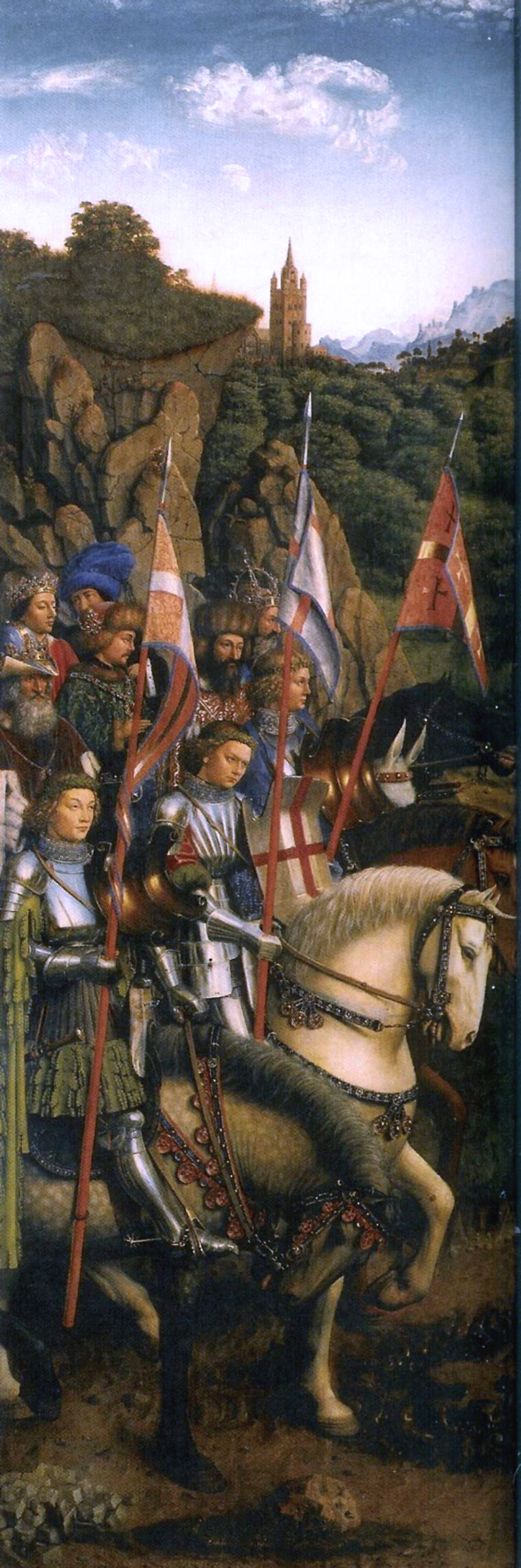
«Лицарі Христа» Яна ван Ейка

Під впливом церкви та поезії, що фактично мала осмілювати лицаря як ідеал воїна, сформувалася характеристика, притаманна лише справжньому лицарю (шляхетній людині): Це мужній, сильний, вправний воїн, що дотримується лицарської присяги, а саме: щодня слухати обідню, бути безстрашним, ризикувати за католицьку віру, охороняти церкви і духівництво від грабіжників, охороняти вдів і сиріт, уникати несправедливого оточення і брудного заробітку, для порятунку безневинного йти на поєдинок, відвідувати турніри тільки ради військових вправ, шанобливо служити імператорові в мирських справах, жити бездоганно перед Господом і людьми, боротись проти зла, бути щедрим, правдивим, дотримуватись слова, любити Батьківщину.
Для лицаря було проголошено кілька найважливіших речей, які роблять його лицарем: це віра, честь, дама серця.
Вірність Господу для такого воїна завжди на першому місці, молитви — невід'ємна частина його життя. Зважаючи на це багато разів церкві вдавалось зібрати воїнство для Хрестових походів з метою визволення гробу Господнього та захисту християнства. До того ж присяга лицаря, зважаючи на тодішні настрої церкви включала в собі ненависть до «невірних».
Честь полягала у дотриманні присяги і морального кодексу. Ніхто не мав права спаплюжити честь лицаря без наслідків. Воїн мав відстояти свою честь і міг викликати суперника на поєдинок.
Однією із найпрекрасніших сторін Середньовіччя був феномен «прекрасної дами».
Це був справжній культ кохання, причому кохання в основному духовного, платонічного. Любов стала служінням «прекрасній дамі», поклонінням їй. Дама серця була для лицаря неземним створінням, втіленням божества. У кодексі лицарської любові центральне місце займали ратні подвиги на честь «прекрасної дами» і її прославляння. Любов лицаря була відчуттям ідеально-піднесеним і витонченим. Він бився на турнірах, прикріпивши рукавички своєї пані до шолома і прибивши до щита табличку, чесноту, що звеличила її і красу. І пізніше, в епоху Відродження, на честь прекрасної пані складалися вірші і виконувалися серенади.
Звичаї лицарської (куртуазної) любові були неквапливі. Після кількох місяців залицяння лицар отримував право поцілувати руку своєї дами. Точно слідуючи прийнятим в суспільстві правилам, він поступово просувався по ступенях близькості, завойовуючи серце своєї обраниці. При цьому успіх в улюбленої жінки цілком залежав від ступеня його заслуг. У становій системі середньовіччя мала значення не особа людини, а та роль, яку він грав у суспільстві, його функція. Такою ж функцією була і жінка. І лише в любові вона була сама собою, тільки в любові лицар відносився до неї як до жінки, до особи. І гімни любові, написані трубадурами, були пристрасною мрією про ідеальні, людяні відносини між людьми. Обожнюючи жінку, вони представляли її як втілення найкращих людських властивостей — краси, доброти, грації, розуму, людинолюбства. У лицарській любові до жінки торжествував підхід з погляду найвищих ідеалів, які на той час виробило людство.
Лицарство — це ідеал, мрія про найпрекраснішу ідею чоловіка. Тож серед характеристик лицаря (шляхетної людини) можна виділити основні: — Мужність — Вірність — Щедрість — Розсудливість — Куртуазність — Відчуття честі — Свобода

## Військова тактика та озброєння

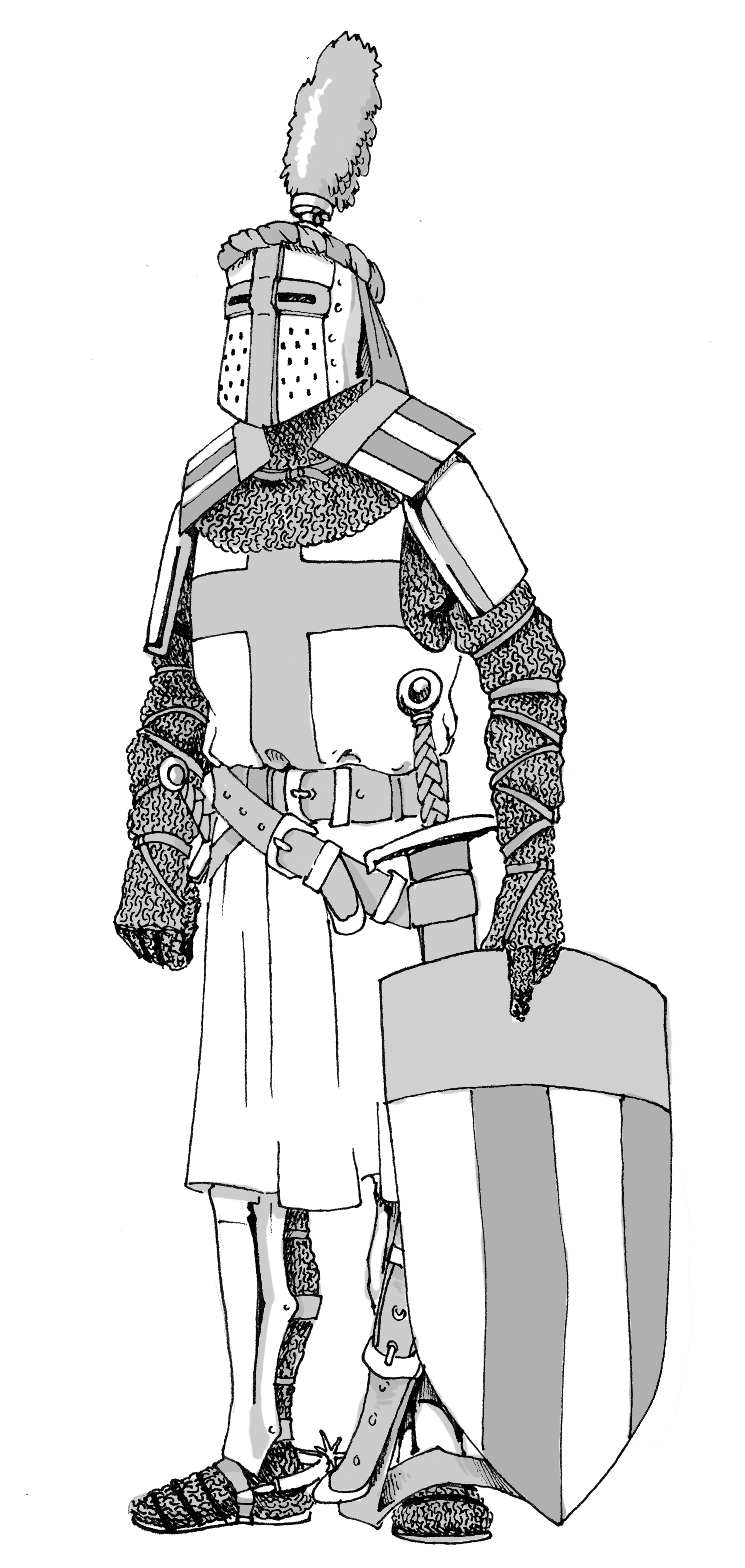
Лицар в XIII ст.

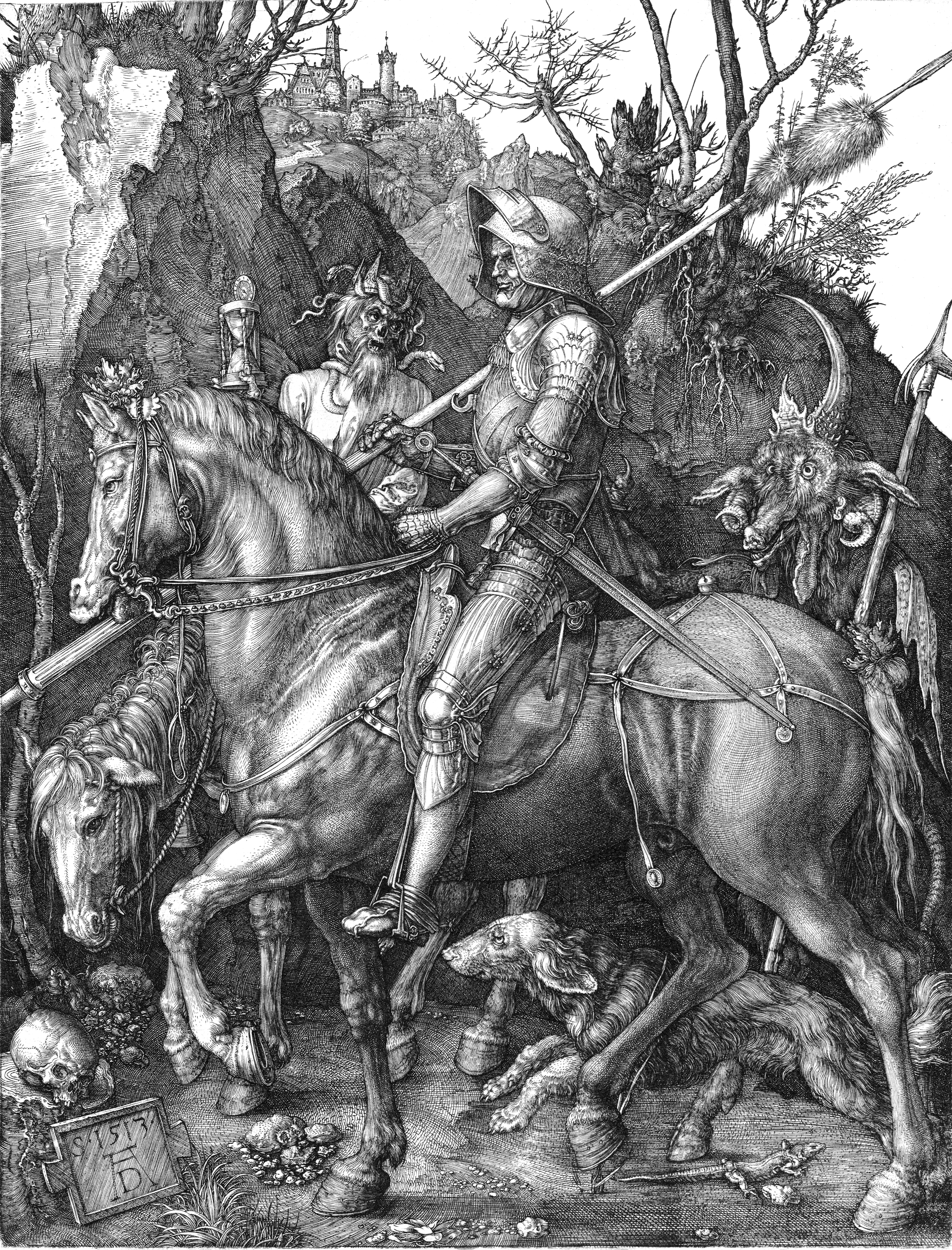
Лицар Альбрехта Дюрера

У XI–XII ст. тяжкоозброєні лицарі захищали себе одними тільки кольчугами, а легкоозброєні вершники були в битву абсолютно без металевої зброї. У XIII ст.., у міру того як тяжкоозброєна кіннота запасається нагрудниками і корсетами, у легкоозброєних вершників з'являються кольчуги. Кожен тяжкоозброєний лицар брав з собою в битву трьох коней і одного, два або трьох зброєносців, які звичайно набиралися із залежних людей або лицарських синів, що ще не отримали присвячення в лицарі. Зброєносці спочатку йшли в битву пішими і під час сутичок залишалися ззаду, із запасними кіньми і зброєю. Коли в XIV ст. серед лицарів укорінявся звичай спішуватися під час битви, то зброєносці стали набиратися з легких вершників; рахунок лицарському війську став йти по «списах», вважаючи по трьох вершників на один лицарський спис.

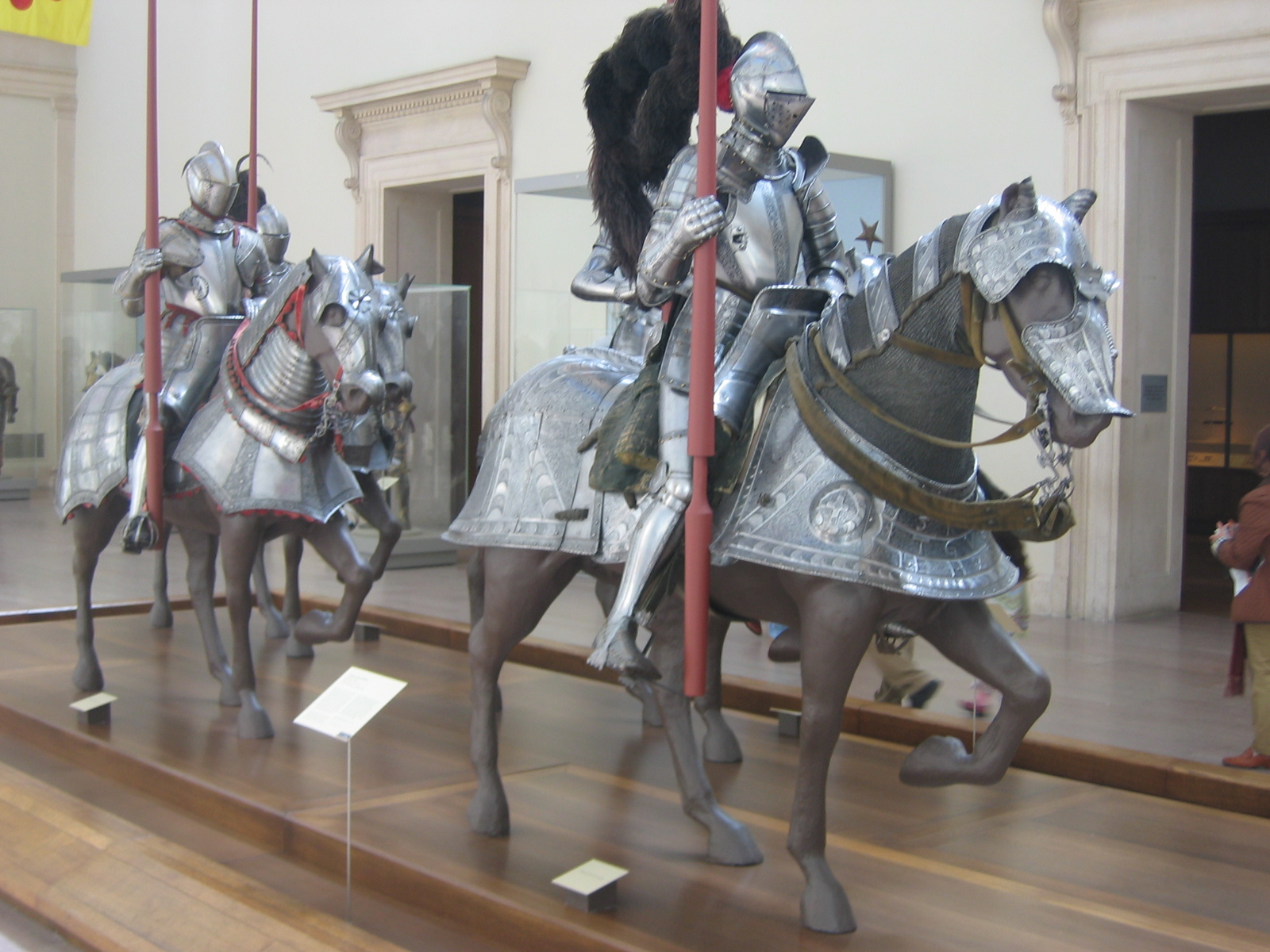
Озброєння лицаря, Метрополітен-музей, Нью-Йорк

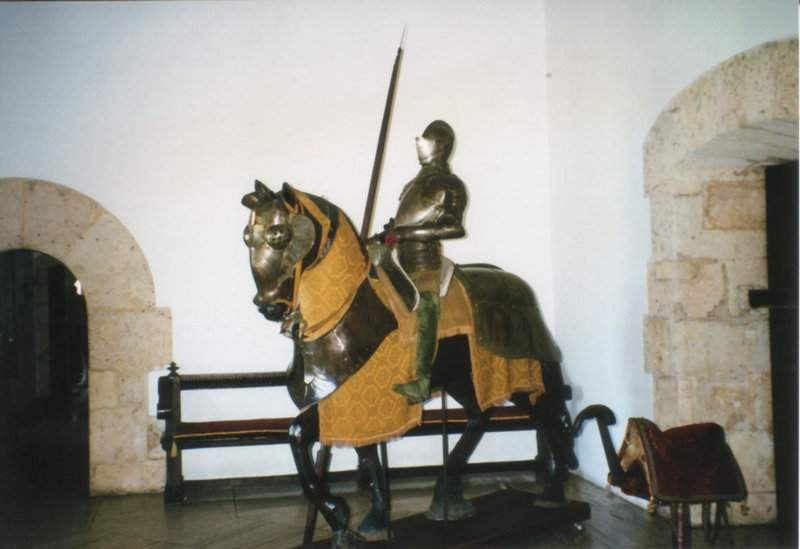
Броня коня та лицаря

До того ж лицар приводив із собою селян, які приносили списи й сокири. А великі землевласники до того ж наймали арбалетників і лучників. І все-таки аж до XIV ст. тільки лицарі могли вирішити результат бою. їхні слуги, хоча й були підмогою своїм панам, але нічим не могли допомогти, коли справа стосувалася вирішальної сутички. Самі лицарі розуміли, що користі від ненавчених селян дуже мало, адже в бій вступали професійні бійці, до того ж у важких об ладунках. Часом вони нехтували своїми піхотинцями й не звертали уваги, що коні топчуть їхніх власних воїнів. Байдуже ставилися вони до вершників, не закованих у важку броню. Якось лицарям зустрілися вороже настроєні вершники з легкими списами. Лицарі не вважали їх гідними супротивниками й просто перекололи їхніх коней своїми довгими списами, а потім рушили на ворога, якого вважали гідним. І лише тут вони продемонстрували, як вони можуть битися. Вершники мчали назустріч один одному й намагалися вибити ворога із сідла. Якщо врахувати, що обидва були заковані в броню, виставляли вперед важкі мечі й довгі списи, то можна собі уявити, якою була сила удару. Найчастіше хтось із них не витримував і вилітав із сідла. Траплялося так, що броня була міцною й супротивники залишалися в сідлі. Якщо в них були зламані списи, то пускали в хід мечі. Не можна порівнювати, навіть приблизно, рубання на мечах і фехтування на шпагах. Удари мечів були сильні й точні, хоча й не такі часті, " як у фехтуванні. Дійти висновку про їхню силу можна за останками загиблих воїнів. Зустрічаються тут і розтрощені черепи, і розрубані навпіл гомілкові кістки. Лицарі мріяли саме про такі двобої, коли можна було випробувати свої силу й спритність, витривалість й уміння володіти зброєю. Вони спочатку були воїнами одинаками. Пізніше з тренуванням піхоти з алебардами, лучників, арбалетників виникла потреба у групових, злагоджених діях — так виник «клин» та лава з піших лицарів. Звичайнішим шикуванням для загону лицарів у середньовіччі був клин. Такий «клин» міг складатися з декількох сотень лицарів, а іноді і з декількох тисяч. Найчастіше все лицарське військо шикувалося перед битвою в три бойові лінії, одна за одною, а кожна бойова лінія розпадалася на «клини» і мала центр і два крила.

## Позбавлення лицарської гідності
Крім церемонії посвяти в лицарі, існувала також і процедура позбавлення лицарської гідності, звичайно (але не обов'язково) завершується передачею колишнього лицаря в руки ката. Церемонія відбувалася на ешафоті, на якому був повішений зворотною стороною щит лицаря (обов'язково із зображеним на ньому особистим гербом), і супроводжувалася співом заупокійних молитов хором з дюжини священиків. У ході церемонії з лицаря в повному обладунку після кожного проспіваного псалма знімали-яку частину лицарського облачення (знімали не тільки обладунки, а й наприклад шпори, що були атрибутом лицарської гідності). Після повного викриття і ще одного заупокійного псалма розбивали на три частини особистий герб лицаря (разом з щитом, на якому він зображений). Після чого співали 109-й псалом царя Давида, що складається з набору проклять, під останні слова якого герольд (а іноді особисто сам король) виливав на колишнього лицаря холодну воду, символізуючи очищення. Потім колишнього лицаря спускали з ешафота за допомогою шибениці, петля якої була пропущена під пахвами. Колишнього лицаря під улюлюкання натовпу вели до церкви, де по ньому проводили справжню заупокійну службу, після закінчення якої його передавали в руки ката, якщо йому не було уготовано за вироком інше покарання, яке не потребує послуг ката (якщо ж лицареві щодо «пощастило», то все могло обмежитися позбавленням лицарського гідності). Після виконання вироку (наприклад, страти), герольди у повний голос оголошували дітей (чи інших спадкоємців) «підлими (дослівно Віланов, фр. Vilain / англ. Лиходій), позбавленими чинів, які не мають права носити зброю і з'являтися і брати участь в іграх і турнірах, при дворі і на королівських зборах, під страхом бути роздягненими догола і висіченими різками, подібно вілланам та народженим від недорогоцінного батька».
Особливо страшним таке покарання було для німецьких міністреалісов, так як вони навіть будучи лицарями (з приставкою фон) формально вважалися «кріпаками», і позбавлення лицарського гідності перетворювало їх нащадків в справжніх кріпаків.